# Rephlexions! An Album of Braindance!
Rephlexions! An Album Of Braindance!, sorti en 2003, contient des titres enregistrés exclusivement pour cette occasion : fêter la 1000e production et sortie de ce disque. Rephlex Records avait déjà sorti en 2001 la compilation The Braindance Coincidence.

## Titres
| No     | Titre | Auteur            | Durée |
| ------ | --- | ----------------- | ----- |
| 1/A1.  | Goodnight Toby | Yee-King          | 5:09  |
| 2/A2.  | Shipwreck | D'Arcangelo       | 3:04  |
| 3/A3.  | Smack 'Em Up Sharp | Cylob             | 5:41  |
| 4/A4.  | Radiopropulsive | Bochum Welt       | 3:47  |
| 5/B1.  | I'm All Alone | DMX Krew          | 4:18  |
| 6/B2.  | Avid Diva | Pierre Bastien    | 4:22  |
| 7/B3.  | A | Leila             | 4:05  |
| 8/B4.  | Bifidus | Astrobotnia       | 4:03  |
| 9/B5.  | Flex | J.P. Buckle       | 2:37  |
| 10/C1. | Remember This | Amen Andrews      | 5:40  |
| 11/C2. | There Are Many Things I Don't Understand But I Knew That I Loved You (But It's Too Late, You've Taken Me For Granted) | Bogdan Raczynski  | 3:05  |
| 12/C3. | Proposal 5 | Ensemble (groupe) | 2:28  |
| 13/C4. | Fascinating | Slipper           | 4:03  |
| 14/D1. | It Ain't Perfect Till It's Perfect                                                                                    | Like A Tim        | 2:15  |
| 15/D2. | Emotion Heater (Tiki Mix)                                                                                             | The Gentle People | 4:22  |
| 16/D3. | Metel Buffalo | Global Goon       | 3:31  |
| 17/D4. | In At The Beep End | P.P. Roy          | 2:58  |
| 18/E.  | Bédé | Robert Normandeau | 2:58  |
| 19/F.  | Mangle 11 (Circuit Bent V.I.P. Mix)                                                                                   | AFX               | 5:55  |

## Sources
- (en) Adam Anonymous, « Album Review: Various – Rephlexions », Drowned in Sound,‎ 20 novembre 2003 (lire en ligne)
- (en) Heidi Chapson, « Various - A Compilation of Braindance », Exclaim!,‎ 1er novembre 2003 (lire en ligne)
- (en) Heath K. Hignight, « Various – Rephlexions », XLR8R,‎ 28 novembre 2003 (lire en ligne)